# Renan Lodi
Renan Augusto Lodi dos Santos, mais conhecido como Renan Lodi (Serrana, 8 de abril de 1998), é um futebolista brasileiro que atua como lateral-esquerdo. Atualmente, defende o Al-Hilal.

## Carreira

### Atlético Paranaense
Nascido em Serrana, no estado de São Paulo, Renan Lodi se juntou ao time juvenil do Atlético Paranaense no ano de 2012 e subiu para a equipe principal no ano de 2016, estreando profissionalmente contra o Grêmio, pelo Campeonato Brasileiro de 2016, na derrota por 1 a 0, no dia 13 de outubro de 2016.
No dia 8 de abril 2018 ganhou seu primeiro titulo pelo Atlético, quando o clube conquistou o Campeonato Paranaense de 2018. No final do ano sagrou-se campeão da Copa Sul-Americana de 2018, sendo um dos destaques do Furacão.
No dia 28 de junho de 2019, foi anunciada a sua venda ao Atlético de Madrid por 20 milhões de euros (87,5 milhões de reais), sendo assim a maior venda da história do rubro-negro paranaense e a maior venda de um lateral por um clube brasileiro, ultrapassando Danilo (13 milhões de euros em 2011 para o FC Porto).

### Atlético de Madrid

#### 2019–20

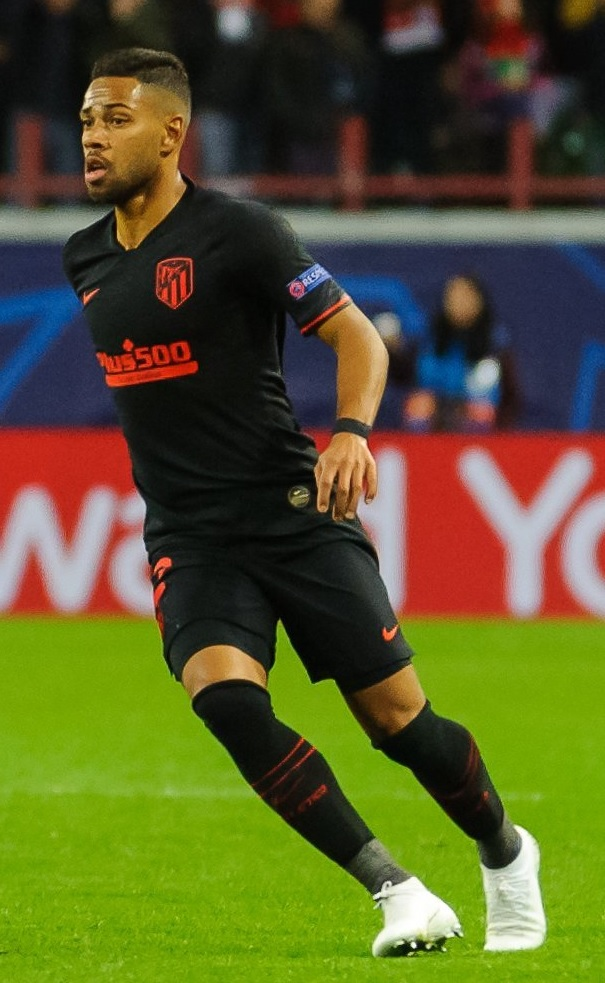
Renan Lodi em 2019.

Dia 7 de julho de 2019, foi confirmado como novo reforço do Atlético de Madrid, num acordo contratual de seis temporadas. Chegou ao clube no dia 8 de julho. No dia 18 de agosto de 2019, estreou na La Liga contra o Getafe. Lodi acabou sendo expulso.
No dia 18 de setembro de 2019, estreou na UEFA Champions League, contra a Juventus. No dia 23 de novembro de 2019, marcou o seu primeiro gol pelo Atlético, no empate em 1 a 1 contra o Granada pela La Liga.
No dia 30 de dezembro de 2019, foi incluído na Seleção das Revelações da Liga dos Campeões da UEFA, ao lado do brasileiro Rodrygo. No dia 18 de fevereiro de 2020, em sua primeira partida mata-mata da Liga dos Campeões da UEFA, foi eleito o Man of the Match (Melhor Jogador da Partida) contra o atual campeão Liverpool, na vitória do Atlético por 1 a 0 na partida de ida das oitavas-de-final.
Após o Atlético de Madri contratar Sergio Reguilon, Lodi viu seu nome posto pra negociação. Daí deixou o clube onde fez seis gols e 10 assistências em 118 partidas partidas durante três temporadas na Espanha, muitas vezes saindo do banco.

### Nottingham Forest
O Nottingham Forest fechou contrato com Renan Lodi por empréstimo junto ao  Atlético de Madrid, a taxa de empréstimo está na casa dos  5 milhões de euros (£4,24 milhões) com a opção de compra ao fim do empréstimo.Ele marcou seu primeiro gol pelo Nottingham Forest em 9 de novembro de 2022 contra o Tottenham pela Copa da Liga Inglesa.
Em 2 de junho, foi anunciado que seu empréstimo não seria renovado pelos Reds, retornando assim aos Colchoneros. Renan Lodi encerrou sua passagem pelo Notthingham Forest, onde fez 32 partidas, um gol e deu uma assistência.

### Olympique de Marselha
Em 14 de julho de 2023, o Olympique de Marselha confirmou que havia chegado a um acordo para adquirir Renan Lodi do Atlético de Madrid, já tendo acertado termos pessoais com o lateral-esquerdo, por uma taxa de transferência de € 13 milhões com uma cláusula da venda de 20%.
Renan Lodi encerrou sua passagem pelo OM com 23 partidas em todas as competições sendo 22 como titular.

### Al-Hilal
Em 17 de janeiro de 2024, o Al-Hilal anunciou a contratação de Renan Lodi junto ao Olympique de Marselha, por cerca de 23 milhões de euros (R$ 122,6 milhões), o contrato é valido até o fim do primeiro semestre de 2027.

## Seleção Brasileira

### Sub-23
No dia 15 de maio de 2019, foi convocado por André Jardine para amistosos com a Seleção Brasileira Sub-23, para a disputa do Torneio de Toulon, porém, logo em seguida, o rubro negro paranaense pediu a liberação do jogador para a disputa da Recopa e Renan acabou sendo desconvocado.
No dia 16 de agosto de 2019, foi novamente convocado por Jardine, para amistosos com a Seleção Olímpica. Porém, em 3 de setembro de 2019, não foi liberado pelo Atlético de Madri.

### Principal
No dia 09 de setembro, após não chegar a atuar pela Seleção Sub-23, Lodi foi convocado por Tite para a Seleção Brasileira principal. Estreou no dia 10 de outubro de 2019, entrando ao decorrer da partida contra Senegal. Atuando como titular, deu suas primeiras assistências, uma para Lucas Paquetá e outra para Danilo, na vitória por 3 a 0 contra a Coréia do Sul, em 19 de novembro de 2019.

#### Copa América de 2021
No dia 9 de junho de 2021, foi um dos 24 convocados por Tite para a disputa da Copa América de 2021, no Brasil.
Deu uma assistência para Firmino fazer o 1° gol do Brasil na vitória por 2 a 1 sobre a Colômbia, na penúltima rodada da fase de grupos. A seleção chegou à final da competição, porém, Lodi acabou comentendo uma falha crucial ao não marcar Di Maria, que fez o único gol da vitória por 1 a 0 da Argentina sobre o Brasil, gol esse que deu título a seleção argentina.

## Estatísticas

### Seleção Brasileira
Atualizadas até dia 16 de novembro de 2023.[carece de fontes?]
| Ano   |       |      |         |
| Ano   | Jogos | Gols | Assist. |
| ----- | ----- | ---- | ------- |
| 2019  | 4     | 0    | 2       |
| 2020  | 4     | 0    | 2       |
| 2021  | 7     | 0    | 1       |
| 2022  | 1     | 0    | 0       |
| 2023  | 3     | 0    | 0       |
| Total | 19    | 0    | 5       |

| #                                      | Data                   | Local                                                         | Resultado | Adversário    | Gols | Assist. | Competição                  |
| 2019                                   | 2019                   | 2019                                                          | 2019      | 2019          | 2019 | 2019    | 2019                        |
| -------------------------------------- | ---------------------- | ------------------------------------------------------------- | --------- | ------------- | ---- | ------- | --------------------------- |
| 1.                                     | 10 de outubro de 2019  | Estádio Nacional de Singapura, Kallang                        | 1–1       | Senegal       | 0    | 0       | Amistoso                    |
| 2.                                     | 13 de outubro de 2019  | Estádio Nacional de Singapura, Kallang                        | 1–1       | Nigéria       | 0    | 0       | Amistoso                    |
| 3.                                     | 15 de novembro de 2019 | Estádio Internacional Rei Fahd, Riade                         | 0–1       | Argentina     | 0    | 0       | Amistoso                    |
| 4.                                     | 19 de novembro de 2019 | Estádio Mohammed Bin Zayed, Abu Dhabi, Emirados Árabes Unidos | 3–0       | Coreia do Sul | 0    | 2       | Amistoso                    |
| 2020                                   |                        |                                                               |           |               |      |         |                             |
| 5.                                     | 9 de outubro de 2020   | Neo Química Arena, São Paulo, Brasil                          | 5–0       | Bolívia       | 0    | 1       | Elim. Copa do Mundo de 2022 |
| 6.                                     | 13 de outubro de 2020  | Estádio Nacional do Peru, Lima, Peru                          | 4–2       | Peru          | 0    | 0       | Elim. Copa do Mundo de 2022 |
| 7.                                     | 13 de novembro de 2020 | Estádio do Morumbi, São Paulo, Brasil                         | 1–0       | Venezuela     | 0    | 0       | Elim. Copa do Mundo de 2022 |
| 8.                                     | 17 de novembro de 2020 | Estádio Centenario, Montevidéu, Uruguai                       | 2–0       | Uruguai       | 0    | 1       | Elim. Copa do Mundo de 2022 |
| 2021                                   |                        |                                                               |           |               |      |         |                             |
| 9.                                     | 13 de junho de 2021    | Estádio Nacional de Brasília Mané Garrincha, Brasília, Brasil | 3–0       | Venezuela     | 0    | 0       | Copa América de 2021        |
| 10.                                    | 17 de junho de 2021    | Estádio Olímpico Nilton Santos, Rio de Janeiro, Brasil        | 4–0       | Peru          | 0    | 1       | Copa América de 2021        |
| 11.                                    | 23 de junho de 2021    | Estádio Olímpico Nilton Santos, Rio de Janeiro, Brasil        | 2–1       | Colômbia      | 0    | 1       | Copa América de 2021        |
| 12.                                    | 27 de junho de 2021    | Estádio Olímpico Pedro Ludovico, Goiânia, Brasil              | 1–1       | Equador       | 0    | 0       | Copa América de 2021        |
| 13.                                    | 2 de julho de 2021     | Estádio Olímpico Nilton Santos, Rio de Janeiro, Brasil        | 1–0       | Chile         | 0    | 0       | Copa América de 2021        |
| 14.                                    | 5 de julho de 2021     | Estádio Olímpico Nilton Santos, Rio de Janeiro, Brasil        | 1–0       | Peru          | 0    | 0       | Copa América de 2021        |
| 15.                                    | 10 de julho de 2021    | Maracanã, Rio de Janeiro, Brasil                              | 0–1       | Argentina     | 0    | 0       | Copa América de 2021        |
| 2022                                   |                        |                                                               |           |               |      |         |                             |
| 16.                                    | 27 de setembro de 2022 | Parc des Princes, Paris, França                               | 5–1       | Tunísia       | 0    | 0       | Amistoso                    |
| 2023                                   |                        |                                                               |           |               |      |         |                             |
| 17.                                    | 8 de setembro de 2023  | Mangueirão, Belém, Brasil                                     | 5–1       | Bolívia       | 0    | 0       | Elim. Copa do Mundo de 2026 |
| 18.                                    | 12 de setembro de 2023 | Estádio Nacional do Peru, Lima, Peru                          | 1–0       | Peru          | 0    | 0       | Elim. Copa do Mundo de 2026 |
| 19.                                    | 16 de novembro de 2023 | Estádio Metropolitano, Barranquilla, Colômbia                 | 1–2       | Colômbia      | 0    | 0       | Elim. Copa do Mundo de 2026 |
| Legenda: Vitórias — Empates — Derrotas |                        |                                                               |           |               |      |         |                             |

## Títulos
Atlético Paranaense [carece de fontes?]
- Copa Sul-Americana: 2018
- Copa do Brasil: 2019
- Campeonato Paranaense: 2018
- Taça Caio Júnior: 2018

Atlético de Madrid[carece de fontes?]
- Campeonato Espanhol: 2020-21

Al-Hilal [carece de fontes?]
- Supercopa da Arábia Saudita: 2023, 2024
- Campeonato Saudita: 2023–24
- Copa do Rei: 2023–24